# هکتور نونز
هکتور نونز (انگلیسی: Héctor Núñez; ۸ مهٔ ۱۹۳۶ – ۲۰ دسامبر ۲۰۱۱) بازیکن فوتبال و مربی فوتبال اهل اروگوئه بود.
از باشگاه‌هایی که در آن بازی کرده‌است، می‌توان به باشگاه فوتبال ناسیونال اروگوئه، باشگاه فوتبال والنسیا، باشگاه فوتبال رئال مایورکا و باشگاه فوتبال لوانته اشاره کرد.
وی همچنین در تیم ملی فوتبال اروگوئه بازی کرده‌است.